# Młyniec (województwo lubuskie)
Młyniec – osada leśna w Polsce położone w województwie lubuskim, w powiecie krośnieńskim, w gminie Bobrowice, sołectwie Bobrowice, na południe od siedziby gminy w Bobrowicach.
W latach 1975–1998 miejscowość należała administracyjnie do województwa zielonogórskiego.